# Pieter Nuyts
Pieter Nuyts (fl. XVII secolo) è stato un navigatore olandese del XVII secolo.
Navigatore olandese del XVII secolo, riconobbe, tra il 1627 e il 1628, una vasta porzione della costa occidentale dell'Australia. Le sue scoperte furono registrate da Willem Jansz Blaeu (1571-1638) in alcuni globi terrestri.